# Rudolf Heine
Rudolf Heine (14. prosince 1877 Rumburk – 10. prosince 1949 Vídeň) byl rakouský a český stavební inženýr a politik německé národnosti z Čech, na počátku 20. století poslanec Říšské rady.

## Biografie
Vychodil základní školu, reálnou školu a absolvoval vysokou školu technickou. Profesí byl stavebním radou. Od roku 1907 zastával funkci vrchního inženýra odboru stavby železnic na ministerstvu železnic.
Na počátku 20. století se zapojil i do celostátní politiky. Ve volbách do Říšské rady roku 1911 byl zvolen do Říšské rady (celostátní zákonodárný sbor) za obvod Čechy 79. Usedl do poslaneckého klubu Německý národní svaz, v jehož rámci reprezentoval Německou radikální stranu. Ve vídeňském parlamentu setrval do zániku monarchie.Profesně byl k roku 1911 uváděn jako vrchní stavební rada.
Po válce zasedal v letech 1918–1919 jako poslanec Provizorního národního shromáždění Německého Rakouska (Provisorische Nationalversammlung).